# Tage am Strand
Tage am Strand (Originaltitel: Adore) ist eine Verfilmung des Romans Ein Kind der Liebe (OT: The Grandmothers) der Literaturnobelpreisträgerin Doris Lessing. Regie führte Anne Fontaine, in den Hauptrollen sind Naomi Watts, Robin Wright, Xavier Samuel und James Frecheville besetzt. Im Trailer wird der Film folgendermaßen angekündigt: „Provocative and troubling, sensual and scandalous. Fasten your seat belts, et cetera.“ (Provokativ und beunruhigend, sinnlich und skandalös. Schnallen Sie sich an.)

## Handlung
Lil und Roz, seit ihrer Kindheit beste Freundinnen, wachsen gemeinsam in einer idyllischen Kleinstadt an der australischen Ostküste auf. Als sie älter werden und verschiedene Wege einschlagen, ist ihr Verhältnis nicht mehr ganz so eng. Nachdem Lils Ehemann jedoch infolge eines Autounfalls verstorben ist, wird die Freundschaft zwischen den beiden wieder enger, zumal Roz’ Ehemann der Karriere wegen eine Wohnung in einer anderen Stadt bezogen hat, wobei Roz ihm versprochen hat, in wenigen Wochen mit Sohn Tom nachzuziehen. Da beide Frauen Söhne haben, sehen sie mit Freude, dass sich zwischen diesen eine ähnlich enge Freundschaft entwickelt.
So beschließt man, den Sommer gemeinsam zu verbringen, da ihre Häuser über der Bucht eines traumhaften Sandstrandes nur unweit voneinander entfernt an der australischen Küste liegen. Nicht vorhersehbar war allerdings, dass es zwischen Lil und Tom, dem Sohn von Roz, sowie zwischen Roz und Ian, dem Sohn von Lil, ziemlich schnell Sex gibt.
Was als erotisches Abenteuer beginnt, wird schon bald zu einem obsessiven Problem, als sich die Emotionen der Beteiligten in verschiedene Richtungen entwickeln und die beiderseitigen Affären nicht mehr geheim bleiben.
Zuerst geht ausgerechnet Roz mit Ian ins Bett, und erst als Roz’ Sohn Tom davon etwas mitbekommt, macht der sich an Lil heran. Als Roz’ Ehemann nach ein paar Wochen zurück ist, bemerkt er die seltsame Stimmung. Keiner freut sich, ihn zu sehen, auch Roz lügt ihn an und tut so, als wäre alles bestens zwischen ihnen. Bis sie ihm dann erklärt, dass Tom und sie sich nicht vorstellen können, woanders zu wohnen. Auf seinen Vorwurf, dass das mit Lil zu tun habe, lügt sie wieder und behauptet, dass Lil nichts damit zu tun habe. Desillusioniert fährt er wieder weg; Roz scheint das nicht weiter zu kümmern.
Nach einiger Zeit lernen die beiden jungen Männer zwei junge Frauen in ihrem Alter kennen, die sie einige Zeit später auch heiraten. Beide bekommen Kinder, und Roz erklärt Ian jetzt, dass ihre sexuelle Beziehung beendet werden muss.
Roz’ Ehemann hat inzwischen wieder geheiratet und hat bei einem Besuch Ians ein Baby im Arm.
Die Kinder können gerade laufen, da findet Ian seinen Freund Tom mit seiner eigenen Mutter Lil munter im Bett. Als er sich bei Roz darüber empört, kommen die beiden Ehefrauen dazu, sind geschockt und reisen mit ihren Kindern entsetzt ab. Roz wirft Ian massiv vor, dass er den Ehefrauen die Wahrheit gesagt hat. Lil versucht Roz die Situation und ihre Beweggründe für die Weiterführung der Affäre zu erklären.
In der letzten Szene sieht man Lil und Roz mit Tom und Ian sonnenbadend auf einem Holzfloß. Von den Ehefrauen und den Kindern hört und sieht man nichts.

## Produktionsnotizen
Die Dreharbeiten des Films fanden in Australien statt. Tage am Strand wurde im Januar 2013 beim Sundance Film Festival uraufgeführt. In Deutschland wurde der Film erstmals am 28. November 2013 veröffentlicht.

## Kritik
Die Süddeutsche Zeitung schrieb 2013: „Die Ehemänner (und Väter) sind tot oder abwesend. Aus denjenigen, die schon immer wie Brüder waren, werden Liebhaber der Mutter des jeweils anderen, die ihrerseits immer schon wie Schwestern gewesen sind: Über Kreuz gelegt, miteinander multipliziert und ins Unendliche potenziert entwickeln ihre symbiotischen Verhältnisse eine erotische Autarkie, befestigt vom soliden Fundament eines sublimierten Inzests.“
Michael Ranze rezensierte den Film für das Lexikon des internationalen Films und führte aus, die Inszenierung des Films entwerfe „mit freundlicher Sonne, blauem Meer und goldgelbem Sandstrand ein Paradies, dem in seiner bedeutungsschweren Überzeichnung fast schon etwas Kitschiges“ anhafte. Die Natur solle „den Seelenzustand der Protagonisten spiegeln: Wo es so schön ist, kann auch den Figuren nichts Schlimmes passieren“. Die Handlung plätschere „zwischen Freude, Zweifel, Zögern, Rückzug und erneuter Annäherung zäh dahin, weil das Drehbuch den unterschwelligen Zündstoff unnötig im Zaum“ halte „und keine dramatische Wucht“ entwickle. Dabei seien „die Dialoge gelegentlich von erschreckender Banalität; nur selten“ gebe es „ironische Spitzen, die die Absurdität des Beziehungsgeflechts auffangen könnten“. Es komme „allein Naomi Watts und Robin Wright und ihren darstellerischen Fähigkeiten zu, die Psyche ihrer Figuren – verletzlich und zaudernd die eine, abgeklärt und sorglos die andere – auszuloten und auf diese Weise das Interesse am Film wachzuhalten“.